# Creissels
Creissels är en kommun i departementet Aveyron i regionen Occitanien i södra Frankrike. Kommunen ligger  i kantonen Millau-Ouest som ligger i arrondissementet Millau. År 2022 hade Creissels 1 564 invånare.

## Befolkningsutveckling
Antalet invånare i kommunen Creissels
Referens: INSEE